# Казимир III Великий
Казими́р III (пол. Kazimierz III; 30 квітня 1310 — 5 листопада 1370) — король Польщі (1333—1370). Останній представник польської династії П'ястів на троні. Народився в Ковалі, Польща. Найменший син польського короля Владислава I Локетка й каліської князівни Ядвіги Болеславни. Коронований після смерті батька. Проводив курс на відновлення єдності Польського королівства та посилення королівської влади. Збільшив терени своєї держави у 2,5 рази. Здійснив низку важливих реформ у системі управління, судочинстві, фінансовій сфері. Упорядкував Казимирові статути. У зовнішній політиці спирався на підтримку Угорщини, був дядьком угорського короля Людовика. Брав участь у війні за руську спадщину проти Литви (з 1340). У ході війни успадкував Галичину, південну частину колишнього Руського королівства. Деякий час титулувався «королем Польщі і Русі». Замирився з Богемією (1348) та Тевтонським орденом (1356). Сприяв розвитку міст і міграції євреїв до Польщі. Фундував Краківський університет (1364). Помер у Кракові, Польща. Похований у Соборі святих Станіслава і Вацлава. Прізвисько — Вели́кий (пол. Wielki).

## Ім'я
Як короля Польщі його звали Казимир III або Казімєж III.
В українській історіографії його переважно називать Казимиром III, рідше — Казимиром Владиславовичем, Казимиром, Казимиром III Великим, Казімєжем III, королем Казимиром.
У польській історіографії його традиційно називають Казимиром III Великим.

## Біографія

### Походження та ранні роки
Казимир народився 1310 року в сім'ї польського короля Владислава I Локетка та його дружини Ядвіги (за даними Освальда Бальцера, у Ковалі).
Був останнім польським королем з династії П'ястів. Ще при житті батька брав участь у державних справах. У 1329 році їздив з дипломатичною місією в Угорщину. У 1331—1332 роках брав участь у воєнних діях проти Тевтонського ордену.

### Прихід до влади
У 1333 році помер Владислав І Локетек, і Казимир став новим польським королем. У цей час його держава перебувала в непростому становищі. Польське королівство займало територію трохи більше 100 000 км² і складалося з двох земель Великопольщі та Малопольщі, між якими розміщувались васальні Серадзьке та Ленчицьке князівства. Куявська, Добжинська та Поморська землі в цей час були окуповані тевтонцями, а частина сілезьких князів визнавали зверхництво Чеського королівства, з яким Польща також формально перебувала в стані війни. Молодий король у своїй політиці міг зіпертись хіба на Угорщину та Литву, з якими мав дружні відносини.

### Внутрішня політика
Його внутрішня політика в Польщі — зміцнення королівської влади та централізація країни. За правління Казимира в Польщі активно проводили «внутрішню колонізацію», будували нові міста та замки. У 1337—1346 роках він провів грошову реформу, 1347 року видав Вислицький і Пйотрківський статути — перші повні записи польського звичаєвого права. З 1367 року почав карбувати першу державну монету — краківський гріш, який мав витіснити широко поширений у той час празький гріш.
1364 року заснував Краківський університет, який згодом отримав назву Ягайлонського (Ягеллонського).

### Зовнішня політика
У зовнішній політиці орієнтувався на союз із Угорщиною; користувався підтримкою папського престолу.
У 1335 (остаточно в 1339) році відмовився від прав на Сілезію та Плоцьку землі на користь Чехії, а також виплатив їй 1 200 000 чеських грошів[джерело?] (за даними З. Качмарчика, 20 000 кіп грошів) в обмін на відмову короля Яна Люксембурга від претензій на Польську корону.
Казимиру вдалось досить швидко завершити війну з тевтонцями, яка була невдалою для Польщі. Одним з головних спірних питань у відносинах між Польщею та Тевтонським орденом стали права на Гданське Помор'я (Померелію) і Хелмінську землю. Після звернення до Папи Римського і судових розглядів Казимир підписав з Тевтонським орденом Каліський мирний договір (1343), який визначив межі двох держав у Прибалтиці: Польщі відходили Куявія і Добжинська земля, а за орденом залишалися Померанія і Хелмінська земля.
1338 року уклав з угорським королем Карлом I Робертом договір у Вишеграді про те, що на випадок, якщо б у Казимира не було синів, його спадкоємцем буде небіж — угорський королевич Людовик, син Карла І Роберта та сестри Казимира III Ельжбети.
1349 року приєднав до Польщі усю Куявію. До того як спадкоємець батька володів Бжесць-Куявським князівством. Стриєчний брат короля — Владислав Горбатий — передав Казимиру III Ленчицьке князівство, а 1351 (за іншими відомостями 1352) року після смерті Владислава король успадкував також Добжинське князівство. Тим самим Куявію повністю було приєднано до Польської корони.
У 1363 (чи 1364[джерело?]) році організував у Кракові з'їзд європейських монархів, в якому взяли участь імператор Священної Римської імперії Карл IV, король Угорщини Людовик Угорський, данський король Вальдемар IV, король Кіпру Петро I, австрійський герцог Рудольф IV Габсбург та інші. Крім загальних політичних проблем у Центральній Європі, на з'їзді як одне з головних питань обговорювали організацію походу проти турків-османів, які в 1361 році захопили Адріанополь.

### Війна за Королівство Русі
Одним з основних напрямків зовнішньополітичної діяльності Казимира III стала боротьба за спадщину занепалої Галицько-Волинської держави. На підставі династичних зв'язків (він вважав себе спадкоємцем Романовичів як двоюрідний небіж короля Русі Юрія І Львовича, а також був двоюрідним дядьком Юрієві ІІ) він вирішив посісти галицько-волинський престол.
Не зважившись на відкриту війну з Юрієм-Болеславом через побоювання нового вторгнення ординських військ, союзники — Казимир III і Карл Роберт — вирішили позбутися правителя Руси з допомогою галицького боярства. Обидва королі виявилися добре підготованими до цієї несподіваної смерті, яка була найвигіднішою для короля Польщі. Казимир III і Карл Роберт виявилися найкраще підготовленими до такого розвитку подій. Після першої звістки про смерть Юрія-Болеслава Казимир III дуже швидко зумів зібрати військо (на подібні заходи звичайно затрачали місяці). Угорський король на самому початку травня 1340 р. (якщо не 19–20 квітня) відправив у похід до Галицької землі військо на чолі з палатином Віллермом Друґетом. При цьому його, імовірно, пропустили через карпатську лінію оборони бояри-змовники. Але князя Любарта-Дмитра Гедиміновича відразу визнала сюзереном волинська еліта; визнала його і більша частина галицького боярства, що засвідчує відомий напис на дзвоні собору святого Юра у Львові з 1341 р. Казимир III у середині квітня зайняв Львів і вивіз із княжої скарбниці коронаційні регалії, щоб не дати можливості коронуватися іншому претендентові. Втікаючи зі Львова, Казимир III вивіз коронаційні регалії, що позбавляло Любарта-Дмитра можливості легітимної коронації як володаря королівства Русі.
Також Казимир III здійснив похід на Перемиську землю, деякі інші міста. Однак обмежився він формальним визнанням своїх королівських прав на престол Русі[джерело?]. За однією з версій, Казимир також забрав із собою корону короля Русі та королівські регалії як підтвердження своєї законної влади.[джерело?] Також він забрав із собою деякі інші речі, зокрема, з княжої скарбниці до Кракова привезли дві діадеми, з яких зробили золотий хрест (біля нього свого часу молився Папа Іван Павло ІІ). У відповідь на такі дії галицький староста Дмитро Дедько та Данило Острозький звернулися по допомогу до золотоординських татар, васалами яких вважали правителів Галицько-Волинської держави. Разом із татарськими загонами галицькі і волинські бояри вторгнулись і спустошили прикордонні польські землі та дійшли до Вісли, на якій відбулась битва з польськими силами. Невдовзі Дмитро Дедько та Казимир уклали мирну угоду. Відтоді почалася багаторічне протистояння Великого Князівства Литовсько-Руського з Казимиром та його спадкоємцями, за спадщину Королів Русі, яка тривала до 1392 року.
За даними Здзіслава Качмарчика: був найближчим родичем Юрія-Болеслава; після захоплення в 1340 році Русь залишилася окремою державою, а з Польщею вона була поєднана тільки персональною унією; від 1346 року вживав титулу «пана і дідича Руси».
Після смерті Дмитра Детька в 1349 році здійснив новий похід на Галичину, внаслідок якого край було приєднано до Польського Королівства як його особистий домен. Коронувався у Львові як король Русі. Проте Королівство Русі ще деякий час продовжувало існувати як окрема незалежна держава, об'єднана з Польщею під владою спільного монарха. Казимир обмежився формальним визнанням своїх королівських прав і повернувся у Польщу. Старих порядків на території Королівства Русі він не змінював.
1350 року уклав угоду зі своїм небожем, угорським королем Людовиком (Анжуйським) (підтвердження Вишеградського договору 1338 року). Згідно з ним Угорщина «відступала свої спадкові права» на Королівство Русі пожиттєво Казимиру, а після його смерті (якщо у нього не буде синів) усі землі Держави Казимира переходять до Людовика І, у випадку наявності в Казимира синів, король Угорщини мав виплатити їм зазначену суму і повернути Королівство Русі під своє управління.
Між 1351 та 1352 роками почалось нове протистояння між поляками і Великим Князівством Литовським за спадщину Королівства Русі. Успішні походи Любарта-Дмитра та його брата, Великого князя Литовського Кейстута завершились підписанням у 1352 р. мирної угоди з Казимиром, за якою останній втрачав значні землі, здобуті в попередніх походах, зокрема Холмщину, Берестейщину і Белзьке князівство; Кременецька волость ставала кондомініумом під владою литовського князя Юрія Наримунтовича.
1366 року Казимир здійснивий новий похід на Русь. Внаслідок нього він підписав новий договір з Великим князівством Литовським, за яким Казимиру відійшла Західна Волинь з Холмом, Белзом, Володимиром та Ратним. У Белзькому князівстві він залишив правити Юрія Наримунтовича, а у Володимирському та Ратненському уділах — Федора Ольгердовича[джерело?].
Після його смерті владу в його володіннях (зокрема і в Королівстві Русі) успадкував його рідний небіж Людовик Анжуйський.

### Внутрішня політика стосовно Королівства Русі
В 1356 році надав Львову магдебурзьке право за зразком Кракова. Йому також належить ініціатива з розбудови міста в тих просторових вимірах, що збереглися донині: з центральною площею Ринок, міськими мурами, католицьким кафедральним собором та незбереженим Низьким замком, що став символом королівської влади Львова на понад 500 років. Якщо до цього додати, що перший за хронологією документ про надання магдебурзького права в 1339 році місту Сянку походить від Юрія-Болеслава Тройденовича, то П'ясти були першими володарями в нашій історії, які сприяли місцевому самоврядуванню в містах за європейським зразком.

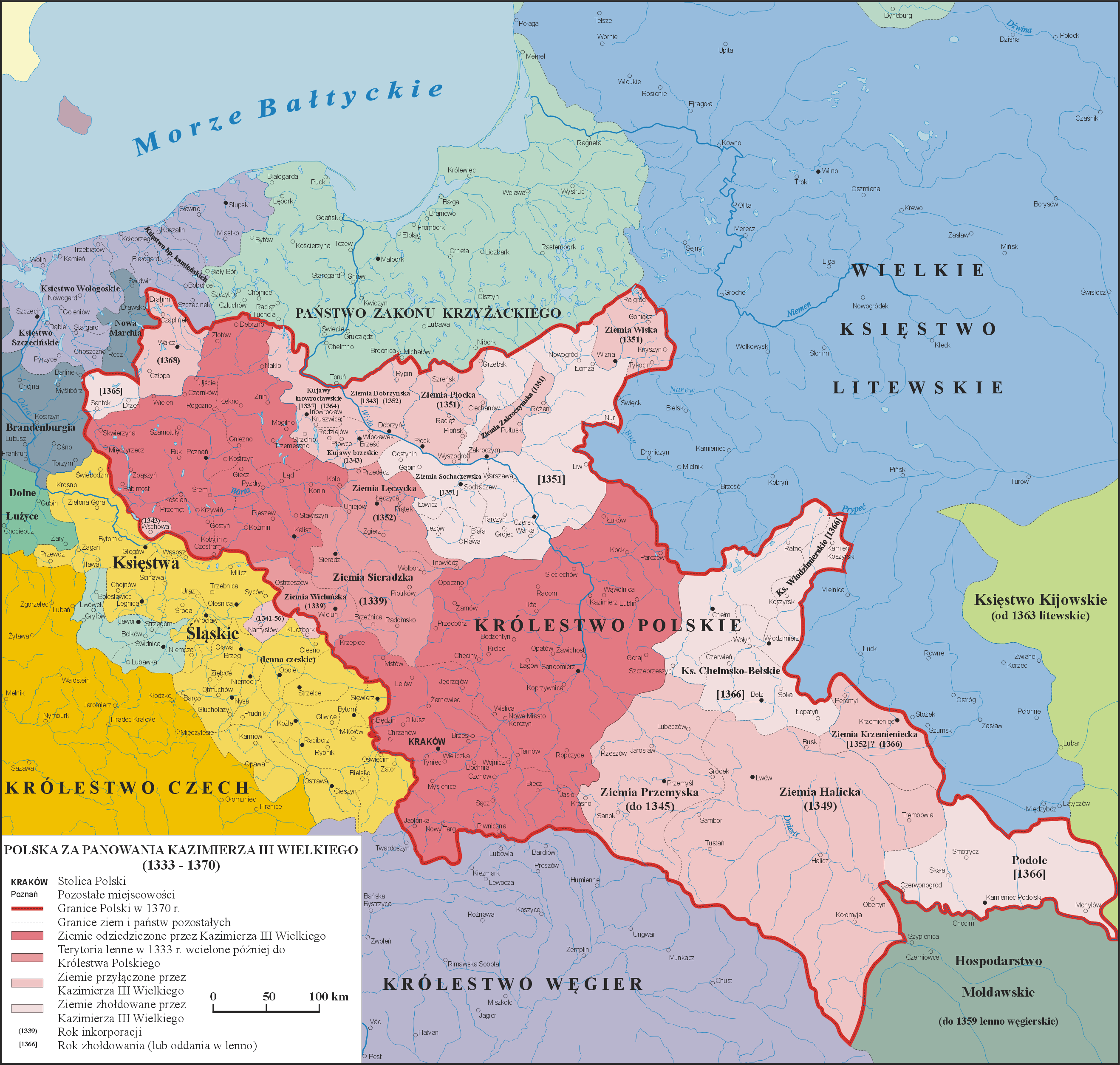
Володіння Короля Казимира. Червоним на карті позначено Королівство Польща, а білим карті позначено Королівство Русь

Після смерті в 1364 році литовсько-руського митрополита Романа Казимир звернувся до Константинопольського патріарха Філофея з пропозицією відновивити Галицьку митрополію. У випадку відмови Казимир погрожував перехрестити всіх православних підданих у католицизм. Проте за життя Казимира митрополію так і не було відновлено, нового митрополита, яким став галицький єпископ Антоній (1370—1391/1392) було поставлно лише в 1371 році.
Карбував окремі монети для Королівства Русі із зображенням Галицького Лева[джерело?].
Видавав окремі акти для Королівства Русі руською мовою.

## Родина
Казимир III є польським королем, який найчастіше одружувався — 4 рази. Після нього таке досягнення зміг повторити лише Владислав II Ягайло. 
1 Дружина — Альдона-Анна, дочка великого князя литовського, Гедиміна. 
Діти:
- Кунегунда — (1335—1357) — дружина курфюрста Бранденбурга та герцога Баварії Людвіга II.
- Єлизавета (1326—1361) — дружина померанського герцога Богуслава V Великого.

2 Дружина — Адельгайда Гессенська,
3 Дружина — Ядвіга Жаганська,
4 Дружина — чеська міщанка Христина Рокічанка.

## Титул
1335
- лат. nos Kazimirus, Dei gracia rex Polonie nec non terrarum Cracovie, Sandomirie, Siradie, Lancicie, Cuyavie, Pomeranieque dominus et heres.
- Ми, Казимир, милістю Божою король Польщі, а також господар і спадкоємець Краківської, Сандомирської, Серадської, Лечицької, Куявської і Поморської земель.

1358
- лат. nos Kazimirus, Dei gracia Rex Polonie et Russie, nec non Cracovie, Sandomirie, Syradie, Lancicie, Cuyavie, Mazovie, Dobrinie, Pomoranie ducatuum et terrarum verus dominus et heres.
- Ми, Казимир, милістю Божою Король Польщі і Русі, а також справжній господар і спадкоємець Краківського, Сандомирського, Серадського, Лечицького, Куявського, Мазовського, Добринського і Поморського князівств і земель.

1364
- лат. nos Kazimirus, Dei gracia rex Polonie ac terrarum Cracovie, Sandomirie, Syradie, Lancicie, Cuyavie, Pomeranie, Russieque dominus et heres.
- Ми, Казимир, милістю Божою король Польщі, господар і спадкоємець Краківської, Сандомирської, Серадської, Лечицької, Куявської, Поморської і Руської земель.

## Вшанування пам'яті

### Україна
У період з 1884 року по 1918 роки існувала Вулиця Казимирівська у місті Станиславів.

## Цікаві факти

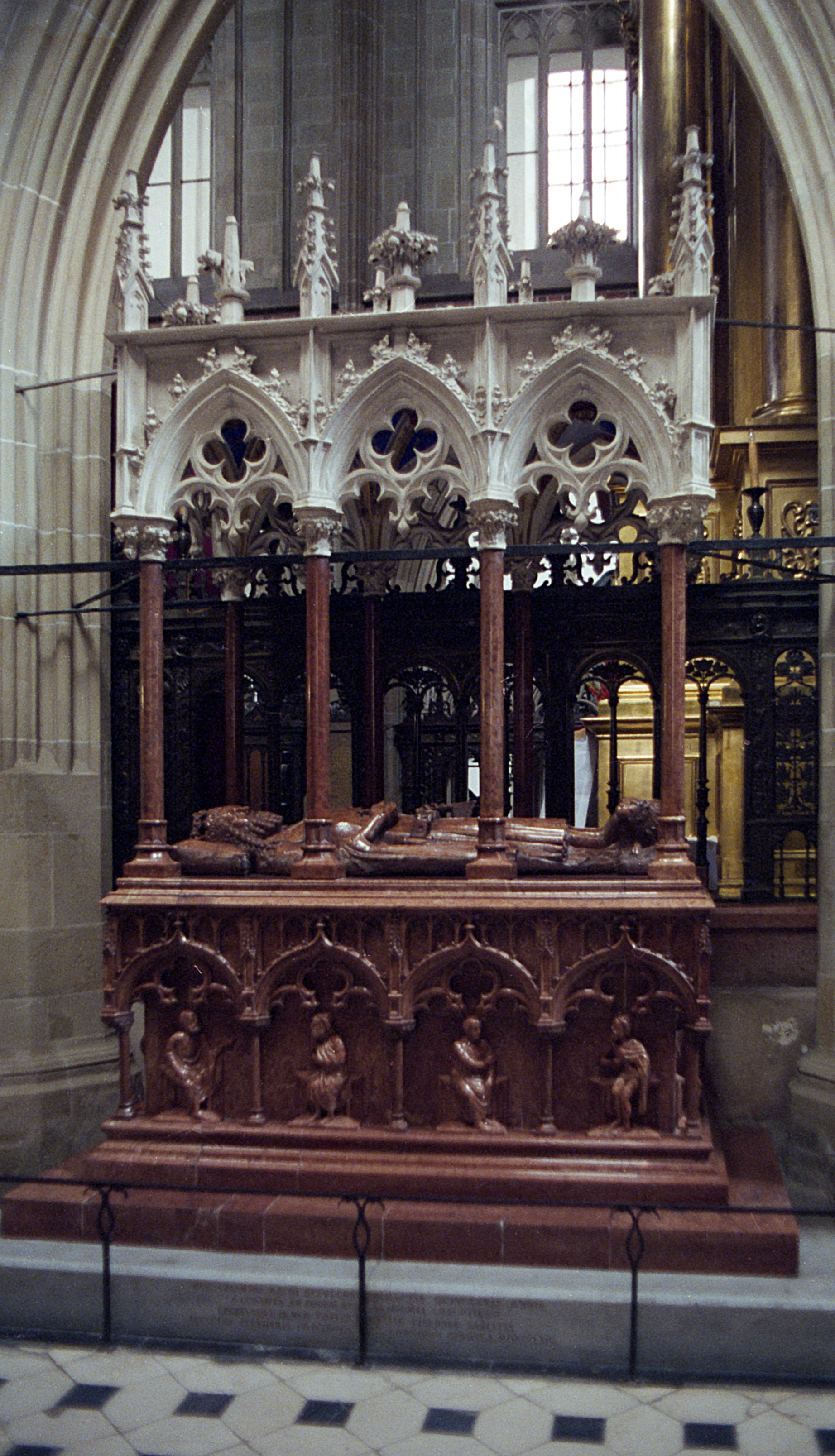
Надгробок Казимира III у Вавельській катедрі

- 1869 року відбулося урочисте перепоховання його решток у катедрі на Вавелі[35], де є його надгробок з балдахіном.
- За переказами, однією з його дружин була єврейка Естерка[36] (Естер), яка народила від нього кілька дітей[37].